# Campeonato Mundial de Piragüismo en Aguas Tranquilas de 2013
El XL Campeonato Mundial de Piragüismo en Aguas Tranquilas se celebró en Duisburgo (Alemania) entre el 21 y el 25 de agosto de 2013 bajo la organización de la Federación Internacional de Piragüismo (ICF) y la Federación Alemana de Piragüismo.
Las competiciones se realizaron en el Canal de Regatas de Wedau, al sur de la ciudad alemana.

## Medallistas

### Masculino
| Evento               | Oro                                                                                         | Plata | Bronce                                                                                              |
| -------------------- | ------------------------------------------------------------------------------------------- | --- | --------------------------------------------------------------------------------------------------- |
| K1 200 m (01.09)     | Petter Öström · Suecia · 34,644 s                                                           | Mark de Jonge · Canadá · 34,674 s                                                                         | Saúl Craviotto Rivero · España · 34,896 s                                                           |
| K2 200 m (01.09)     | Yuri Postrigai · Alexandr Diachenko · Rusia · 31,182                                        | Liam Heath Jonathan Schofield Reino Unido 31,755                                                          | Ronald Rauhe · Jonas Ems · Alemania · 31,901                                                        |
| K1 500 m (01.09)     | Tom Liebscher · Alemania · 1:40,514                                                         | René Holten Poulsen Dinamarca 1:41,628                                                                    | Arnaud Hybois Francia 1:41,802                                                                      |
| K2 500 m (01.09)     | Emanuel Silva João Ribeiro Portugal 1:32,622                                                | Raman Piatrushenka · Vadzim Majneu · Bielorrusia · 1:32,711                                               | Sébastien Jouve Maxime Beaumont Francia 1:33,023                                                    |
| K1 1000 m (31.08)    | Max Hoff · Alemania · 3:44,210                                                              | Kenneth Wallace Australia 3:44,652                                                                        | Bence Dombvári · Hungría · 3:44,680                                                                 |
| K2 1000 m (31.08)    | Max Rendschmidt · Marcus Groß · Alemania · 3:22,331                                         | Pavel Miadzvedzeu · Aleh Yurenia · Bielorrusia · 3:23,002                                                 | Rudolf Dombi · Roland Kökény · Hungría · 3:23,021                                                   |
| K4 1000 m (01.09)    | Vitali Yurchenko · Vasili Pogreban · Anton Vasiliev · Oleg Zhestkov · Rusia · 2:59,692      | Daniel Havel · Lukáš Trefil · Josef Dostál · Jan Štěrba · República Checa · 2:59,375                      | Tate Smith David Smith Murray Stewart Jacob Clear Australia 2:59,942                                |
| K1 5000 m (01.09)    | Kenneth Wallace Australia 19:44,059                                                         | Daniel Alfredo Dal Bo Argentina 19:46,138                                                                 | Edward Rutherford Reino Unido 19:47,275                                                             |
| K1 4 × 200 m (01.09) | Piotr Siemionowski · Denis Ambroziak · Sebastian Szypuła · Dawid Putto · Polonia · 2:27,605 | Yuri Postrigai · Maxim Molochkov · Oleg Jaritonov · Alexandr Diachenko · Rusia · 2:27,967                 | Miklós Dudás · Sándor Tótka · Péter Molnár · Dávid Hérics · Hungría · 2:28,092                      |
| C1 200 m (01.09)     | Valentin Demianenko Azerbaiyán 38,462                                                       | Ivan Shtyl · Rusia · 38,717                                                                               | Alfonso Benavides · España · 39,060                                                                 |
| C2 200 m (01.09)     | Robert Nuck · Stefan Holtz · Alemania · 36,331                                              | Alexandr Kovalenko · Nikolai Lipkin · Rusia · 36,551                                                      | Dzmitri Rabchanka · Aliaxandr Vauchetski · Bielorrusia · 36,654                                     |
| C1 500 m (01.09)     | Isaquias Queiroz · Brasil · 1:50,940                                                        | Vadim Menkov Uzbekistán 1:51,939                                                                          | Erik Leue · Alemania · 1:53,032                                                                     |
| C2 500 m (01.09)     | Viktor Melantiev · Ivan Shtyl · Rusia · 1:43,285                                            | Henrik Vasbányai · Róbert Mike · Hungría · 1:44,575                                                       | Jaroslav Radoň · Filip Dvořák · República Checa · 1:45,082                                          |
| C1 1000 m (31.08)    | Attila Vajda · Hungría · 4:09,123                                                           | Sebastian Brendel · Alemania · 4:10,365                                                                   | Isaquias Queiroz · Brasil · 4:14,154                                                                |
| C2 1000 m (31.08)    | Henrik Vasbányai · Róbert Mike · Hungría · 3:52,602                                         | Viktor Melantiev · Ilia Pervujin · Rusia · 3:53,934                                                       | Jaroslav Radoň · Filip Dvořák · República Checa · 3:54,788                                          |
| C4 1000 m (31.08)    | Kurt Kuschela · Erik Leue · Erik Rebstock · Peter Kretschmer · Alemania · 3:28,502          | Dzmitri Rabchanka · Dzmitri Vaitsishkin · Dzianis Harazha · Aliaxandr Vauchetski · Bielorrusia · 3:29,297 | Dávid Korisánszky · Péter Korisánszky · András Vass · Dávid Varga · Hungría · 3:30,568              |
| C1 5000 m (01.09)    | Sebastian Brendel · Alemania · 22:17,864                                                    | Attila Vajda · Hungría · 22:24,149                                                                        | Mark Oldershaw · Canadá · 22:44,535                                                                 |
| C1 4 × 200 m (01.09) | Andrei Kraitor · Viktor Melantiev · Andrei Ganin · Ivan Shtyl · Rusia · 2:48,255            | Robert Nuck · Stefan Holtz · Stefan Kiraj · Sebastian Brendel · Alemania · 2:50,205                       | Jason McCoombs · Mark Oldershaw · Gabriel Beauchesne-Sévigny · Benjamin Russell · Canadá · 2:51,579 |

### Femenino
| Evento               | Oro                                                                                       | Plata                                                                                                | Bronce                                                                                              |
| -------------------- | ----------------------------------------------------------------------------------------- | --- | --------------------------------------------------------------------------------------------------- |
| K1 200 m (01.09)     | Lisa Carrington Nueva Zelanda 39,522 s                                                    | Marta Walczykiewicz · Polonia · 39,712 s                                                             | Špela Ponomarenko Janić Eslovenia 39,951 s                                                          |
| K2 200 m (01.09)     | Franziska Weber · Tina Dietze · Alemania · 37,525                                         | Karolina Naja · Beata Mikołajczyk · Polonia · 38,181                                                 | Nikolina Moldovan Olivera Moldovan Serbia 38,223                                                    |
| K1 500 m (31.08)     | Danuta Kozák · Hungría · 1:57,395                                                         | Katrin Wagner-Augustin · Alemania · 1:58,300                                                         | Lisa Carrington Nueva Zelanda 1:58,619                                                              |
| K2 500 m (31.08)     | Franziska Weber · Tina Dietze · Alemania · 1:47,070                                       | Katalin Kovács · Natasa Dusev-Janics · Hungría · 1:48,006                                            | Karolina Naja · Beata Mikołajczyk · Polonia · 1:48,537                                              |
| K4 500 m (01.09)     | Gabriella Szabó · Danuta Kozák · Krisztina Fazekas · Ninetta Vad · Hungría · 1:32,272     | Franziska Weber · Tina Dietze · Katrin Wagner-Augustin · Verena Hantl · Alemania · 1:33,510          | Marharyta Tsishkevich · Nadzeya Papok · Volha Judzenka · Maryna Litvinchuk · Bielorrusia · 1:33,642 |
| K1 1000 m (31.08)    | Erika Medveczky · Hungría · 4:11,345                                                      | Verena Hantl · Alemania · 4:14,126                                                                   | Edyta Dzieniszewska · Polonia · 4:14,677                                                            |
| K2 1000 m (31.08)    | Gabriella Szabó · Krisztina Fazekas · Hungría · 3:53,740                                  | Carolin Leonhardt · Conny Waßmuth · Alemania · 3:56,344                                              | Irina Lauric · Bianca Pleșca · Rumania · 3:58,996                                                   |
| K1 5000 m (01.09)    | Teneale Hatton Nueva Zelanda 22:08,367                                                    | Renáta Csay · Hungría · 22:31,301                                                                    | Anne Rikala · Finlandia · 22:32,654                                                                 |
| K1 4 × 200 m (01.09) | Natasa Dusev-Janics · Ninetta Vad · Krisztina Fazekas · Danuta Kozák · Hungría · 2:49,415 | Karolina Naja · Edyta Dzieniszewska · Ewelina Wojnarowska · Marta Walczykiewicz · Polonia · 2:49,609 | Natalia Podolskaya · Yelena Poliakova · Natalia Lobova · Natalia Proskurina · Rusia · 2:51,679      |
| C1 200 m (31.08)     | Laurence Vincent-Lapointe · Canadá · 51,330                                               | Staniliya Stamenova Bulgaria 52,028                                                                  | Zsanett Lakatos · Hungría · 52,527                                                                  |
| C2 500 m (01.09)     | Laurence Vincent-Lapointe · Sara-Jane Caumartin · Canadá · 2:03,004                       | Zsanett Lakatos · Kincső Takács · Hungría · 2:04,842                                                 | Nancy Millán · María Mailliard · Chile · 2:07,876                                                   |

## Medallero
| Núm. | País            | Oro | Plata | Bronce | Total |
| ---- | --------------- | --- | ----- | ------ | ----- |
| 1    | Alemania        | 8   | 6     | 2      | 16    |
| 2    | Hungría         | 7   | 5     | 5      | 17    |
| 3    | Rusia           | 4   | 4     | 1      | 9     |
| 4    | Canadá          | 2   | 1     | 2      | 5     |
| 5    | Nueva Zelanda   | 2   | 0     | 1      | 3     |
| 6    | Polonia         | 1   | 3     | 2      | 6     |
| 7    | Australia       | 1   | 1     | 1      | 3     |
| 8    | Brasil          | 1   | 0     | 1      | 2     |
| 9    | Azerbaiyán      | 1   | 0     | 0      | 1     |
| 9    | Portugal        | 1   | 0     | 0      | 1     |
| 9    | Suecia          | 1   | 0     | 0      | 1     |
| 12   | Bielorrusia     | 0   | 3     | 2      | 5     |
| 13   | República Checa | 0   | 1     | 2      | 3     |
| 14   | Reino Unido     | 0   | 1     | 1      | 2     |
| 15   | Argentina       | 0   | 1     | 0      | 1     |
| 15   | Bulgaria        | 0   | 1     | 0      | 1     |
| 15   | Dinamarca       | 0   | 1     | 0      | 1     |
| 15   | Uzbekistán      | 0   | 1     | 0      | 1     |
| 19   | España          | 0   | 0     | 2      | 2     |
| 19   | Francia         | 0   | 0     | 2      | 2     |
| 21   | Chile           | 0   | 0     | 1      | 1     |
| 21   | Eslovenia       | 0   | 0     | 1      | 1     |
| 21   | Finlandia       | 0   | 0     | 1      | 1     |
| 21   | Rumania         | 0   | 0     | 1      | 1     |
| 21   | Serbia          | 0   | 0     | 1      | 1     |
|      | TOTAL           | 29  | 29    | 29     | 87    |